# Acropomàtids
Els acropomàtids (Acropomatidae) constitueixen una família de peixos marins pertanyent a l'ordre dels perciformes.

## Etimologia
Del grec akros (terminal, superior) + pomas, -atos (coberta).

## Morfologia
Són generalment petits: algunes espècies arriben fins als 40 cm de longitud, però la majoria no fan més dels 15. Tenen dues aletes dorsals; la primera amb 7-10 espines i la segona amb, possiblement, una espina i 8-10 radis tous. L'aleta anal té 2-3 espines. Aletes pelvianes amb una espina i cinc radis tous. Brànquies amb 7 solcs. opercle amb dues espines arrodonides. Línia lateral completa. 25 vèrtebres. El gènere Acropoma té òrgans luminescents i l'anus a prop de la base de l'aleta pelviana.

## Distribució geogràfica
Es troben a tots els oceans temperats i tropicals a profunditats de diversos centenars de metres.

## Gèneres
- Acropoma (Temminck & Schlegel, 1843)[6]
- Apogonops (Ogilby, 1896)[7]
  - Apogonops anomalus (Ogilby, 1896)
- Doederleinia (Steindachner, 1883)[8]
  - Doederleinia berycoides (Hilgendorf, 1879)[9]
  - Doederleinia gracilispinis (Fowler, 1943)
  - Doederleinia orientalis (Steindachner & Döderlein, 1883)
- Malakichthys (Döderlein, 1883)[10]
- Neoscombrops (Gilchrist, 1922)[11]
- Pseudohowella (Fedoryako, 1976)
  - Pseudohowella intermedia (Fedoryako, 1976)
- Synagrops (Günther, 1887)[12][13]
- Verilus (Poey, 1860)[14]
  - Verilus sordidus (Poey, 1860)[14][15][16][17][18][19][20]